# Партизанский сельсовет (Башкортостан)
Партизанский сельсовет — муниципальное образование в Мелеузовском районе Башкортостана.
Административный центр — село Дарьино.

## История
Согласно Закону о границах, статусе и административных центрах муниципальных образований в Республике Башкортостан имеет статус сельского поселения.

## Население
| 2002  | 2009  | 2010  | 2012  | 2013  | 2014  | 2015  |
| ----- | ----- | ----- | ----- | ----- | ----- | ----- |
| 1711  | ↗2662 | ↘1948 | ↘1903 | ↘1805 | ↘1736 | ↘1715 |
| 2016  | 2017  | 2018  |       |       |       |       |
| ↘1663 | ↘1637 | ↘1596 |       |       |       |       |

## Состав сельского поселения
| № | Населённый пункт  | Тип населённого пункта       | Население |
| - | ----------------- | ---------------------------- | --------- |
| 1 | Дарьино           | село, административный центр | ↘801      |
| 2 | Троицкое          | село                         | ↘630      |
| 3 | Васильевка        | село                         | ↘290      |
| 4 | Ивановка          | деревня                      | ↗133      |
| 5 | Самаровка         | деревня                      | ↗52       |
| 6 | Старая Казанковка | деревня                      | ↘37       |
| 7 | Романовка         | деревня                      | ↘5        |

В 1979 году из состава сельсовета были исключены выселенные деревни Александровка, Грачи, Николаевка.

## Известные уроженцы
- Кочетков, Степан Михайлович (14 августа 1923 — 30 сентября 1984) — командир пулеметного расчёта 10-го гвардейского стрелкового полка (6-я гвардейская стрелковая дивизия, 13-я армия, Центральный фронт), лейтенант, Герой Советского Союза[14].